# Phaeogenes impressus
Phaeogenes impressus är en stekelart som beskrevs av Carl Gustav Alexander Brischke 1890. Phaeogenes impressus ingår i släktet Phaeogenes och familjen brokparasitsteklar. Inga underarter finns listade i Catalogue of Life.